# Artificialisation
 (janvier 2024).

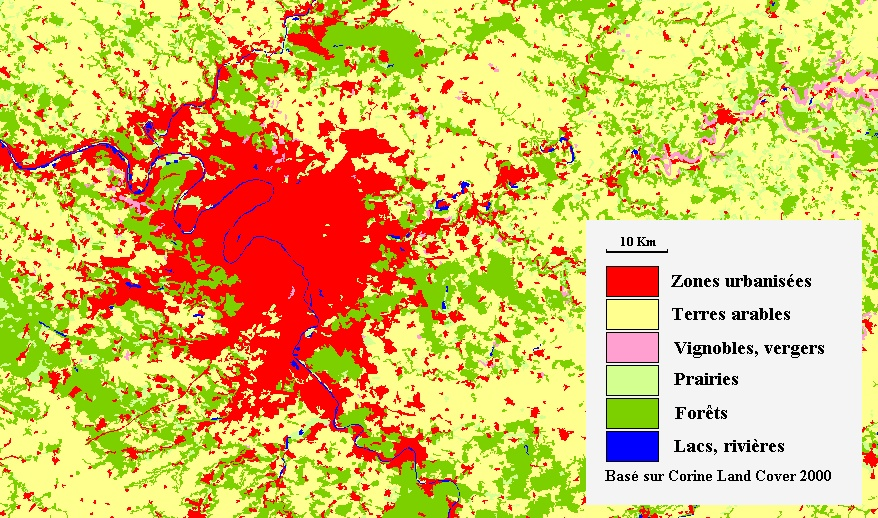
Île-de-France.

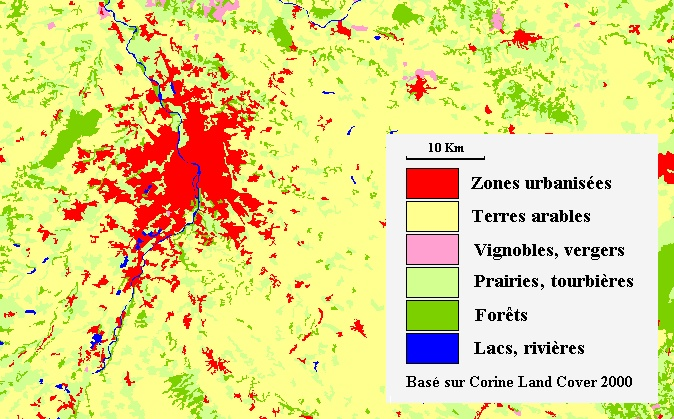
Toulouse.

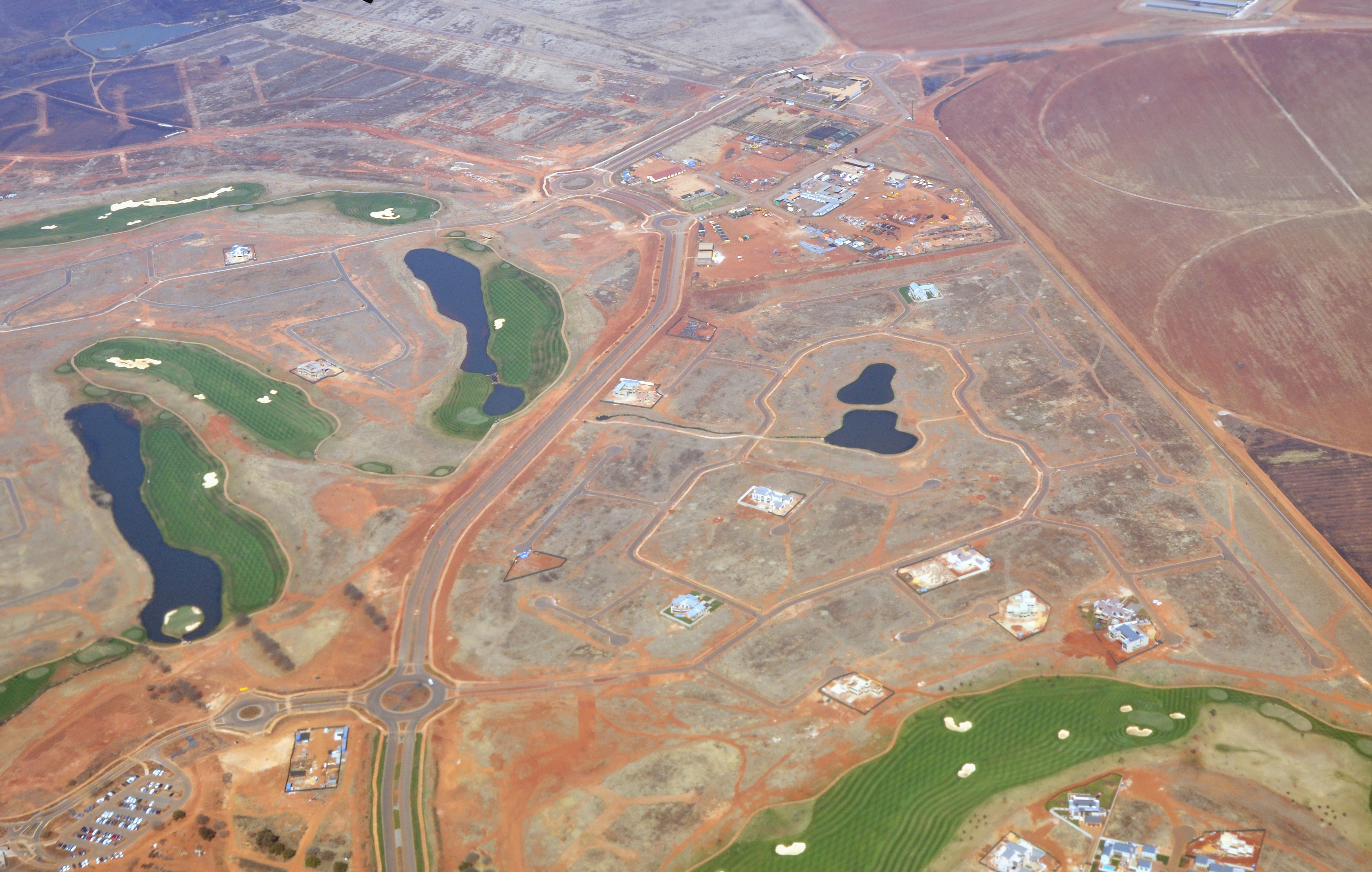
Terrains de golf et cultures en Afrique du Sud.

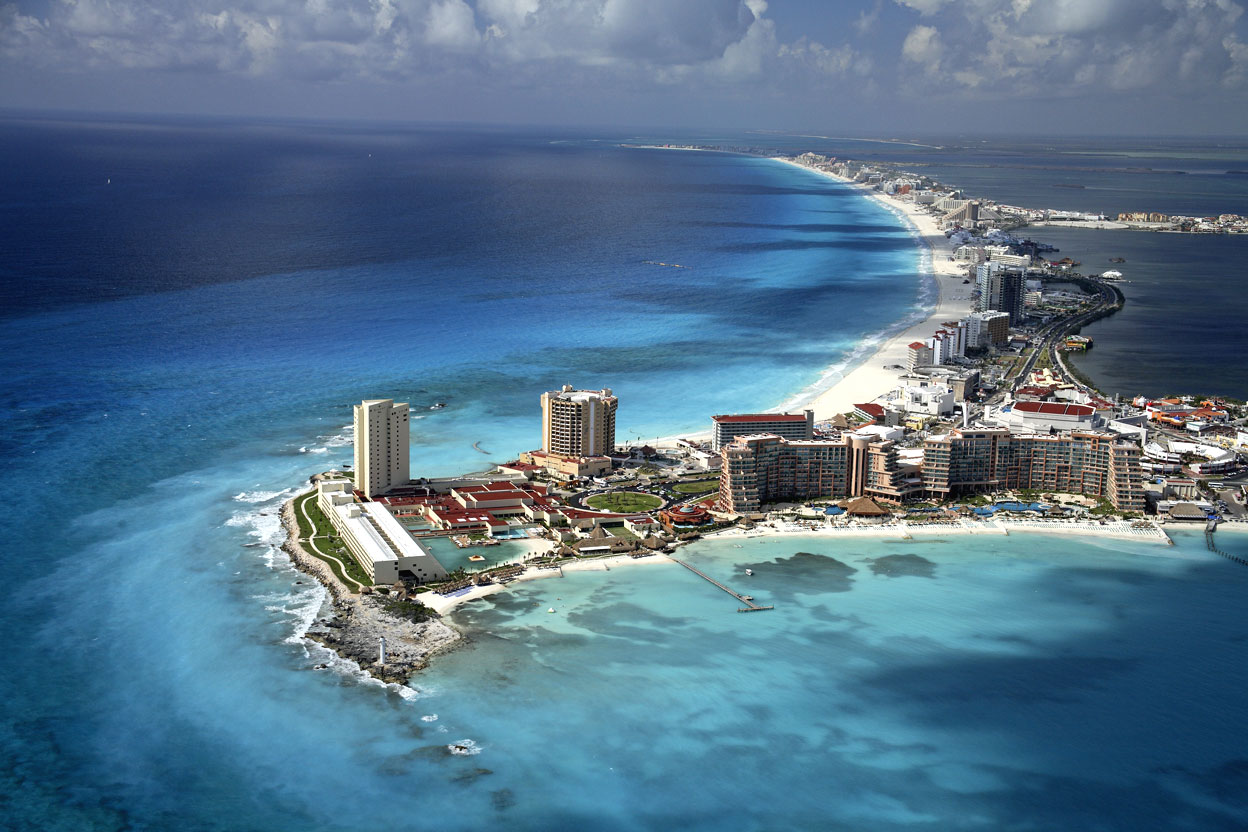
Urbanisation du littoral à Cancún (Mexique, 2008).

L’artificialisation du sol ou d'un milieu, d'un habitat naturel ou semi-naturel est la perte de ses qualités : sa naturalité, qualité qui inclut une capacité autoentretenue à abriter une certaine biodiversité, des cycles naturels (cycles du carbone, de l'azote, de l'eau, de l'oxygène…) et ses qualités biogéochimiques (puits de carbone par exemple). Elle s'accompagne généralement d'une perte de capacité d'auto-cicatrisation de la part du milieu (moindre résilience écologique).
L'artificialisation est souvent résumée à la disparition d'espaces naturels sous le béton ou le bitume, lors de la construction de bâti (immeubles, hôtels, maisons, commerces, industries, parkings) ou de réseaux de transport. Si cette imperméabilisation des sols est une très grande part de l'artificialisation des terres, plus globalement, celle-ci a lieu lorsque des milieux naturels sont fortement transformés par l'homme. Par exemple, les lieux de loisir ou de pratiques sportives (espaces verts, golfs, terrain de sports, de moto-cross, stations de sports d'hiver, etc.), les canaux, les talus routiers ou l'éclairage artificiel peuvent respectivement induire des situations de piège écologique et autres impacts, de mortalité animale sur les routes et de pollution lumineuse, etc. On peut également citer les espaces aménagés pour des raisons militaires (terrains d'essais militaires, souterrains, fortifications, glacis, no man's land, etc.).
En 2015 en Europe, la superficie des sols imperméabilisés dépasse un million de kilomètres carrés, soit 2,3 % de la superficie de l'Union européenne et 200 m2 par habitant (plus de 50 000 km2 et 9,4 % du territoire en France). En moyenne, 165 ha, soit 1 650 000 m2 de milieux naturels et terrains agricoles, sont détruits chaque jour en France et sont remplacés par des routes, des habitations, des zones d'activité, par un phénomène d'étalement urbain. Cela a représenté entre 2005 et 2015 près de 6 000 km2, soit la taille d'un département en dix ans. Un des objectifs de la Trame verte et bleue française (TVB ou Schéma régional de cohérence écologique) est de limiter ce phénomène et d'en atténuer les conséquences. Depuis 2018, l'objectif de Zéro artificialisation nette constitue une feuille de route majeure dans la lute contre l'artificialisation.

## Exemples de phénomènes d'artificialisation

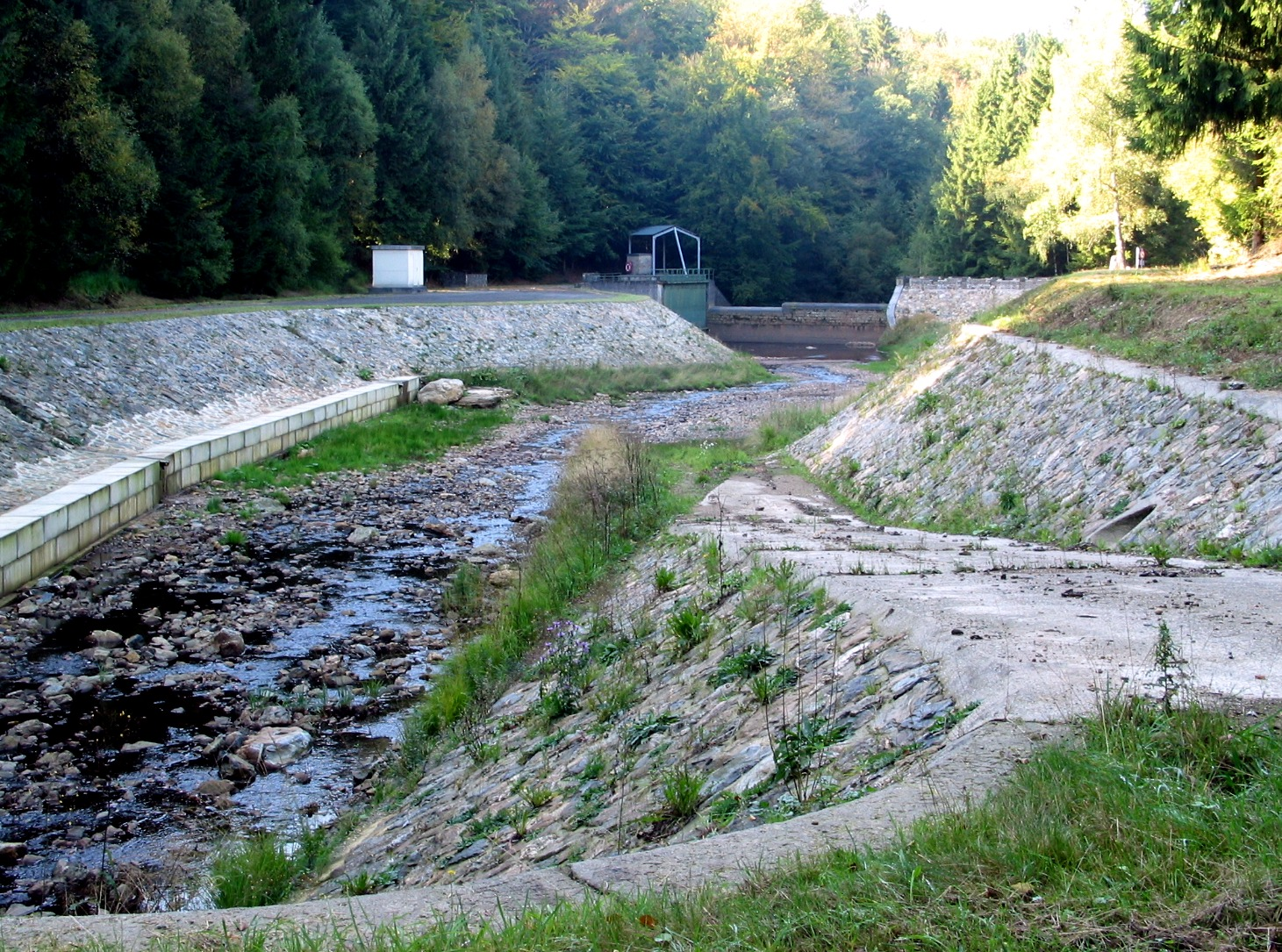
Le réseau hydrographique est l'une des infrastructures naturelles qui ont été les plus artificialisées, dans les régions habitées et cultivées, ou là où on a construit les grands barrages.

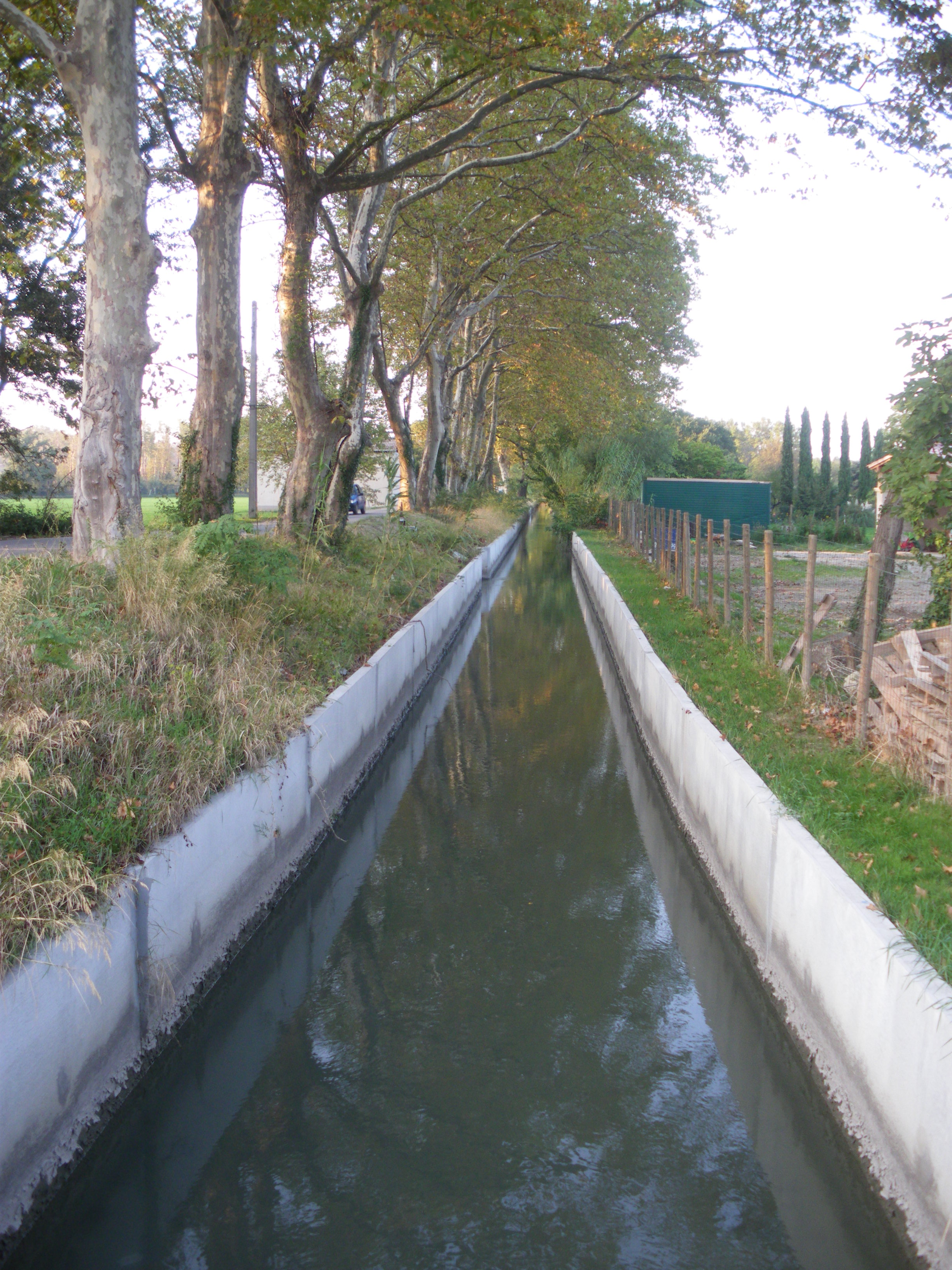
Ce type d'artificialisation des milieux aquatiques (Canal de Crillon, Vaucluse) les rend impropres à la survie d'un grand nombre d'espèces. Ils deviennent en outre un piège pour beaucoup d'animaux qui y tombent.

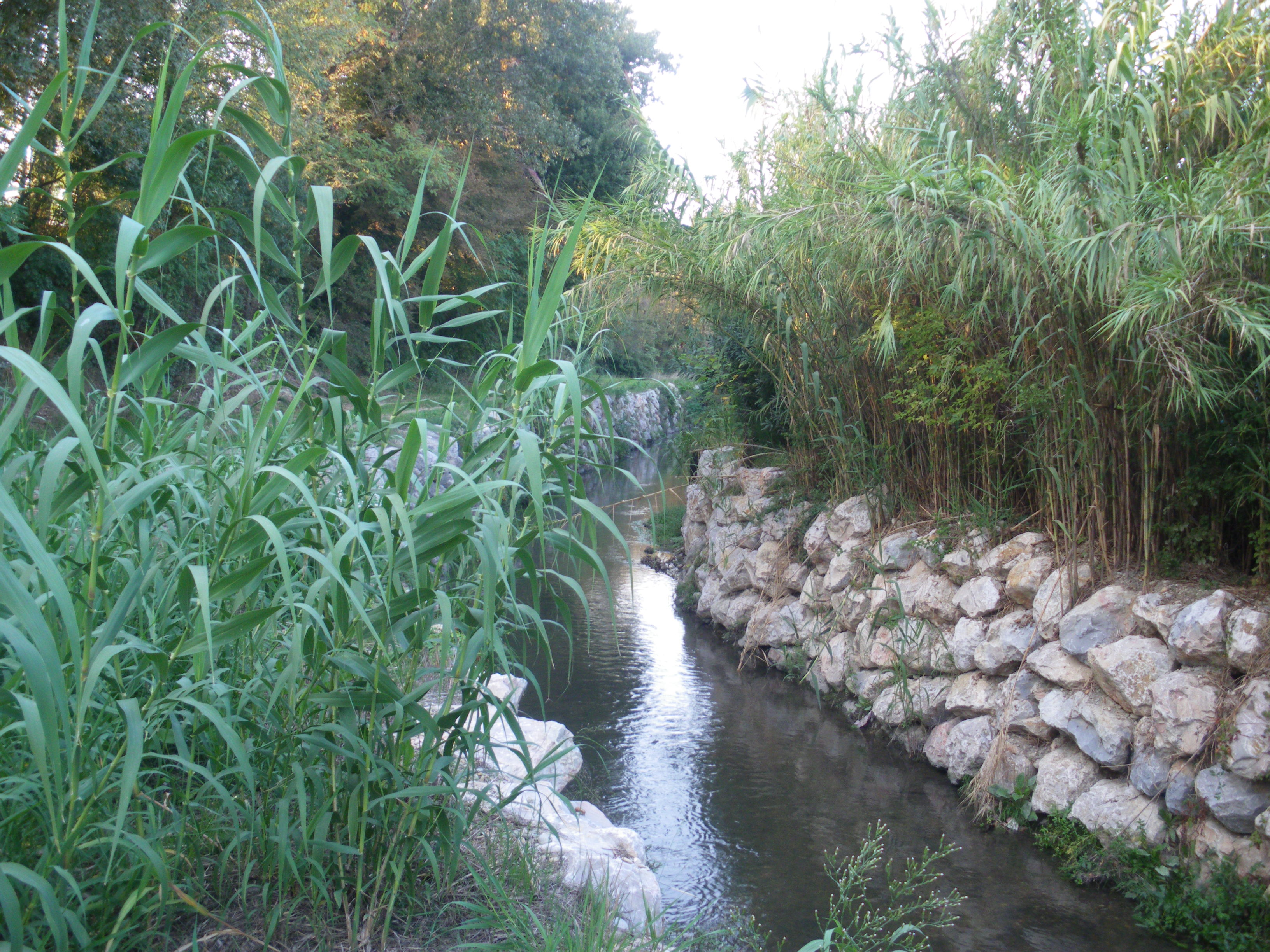
Exemple d'alternative à l'exemple ci-dessus (même canal).

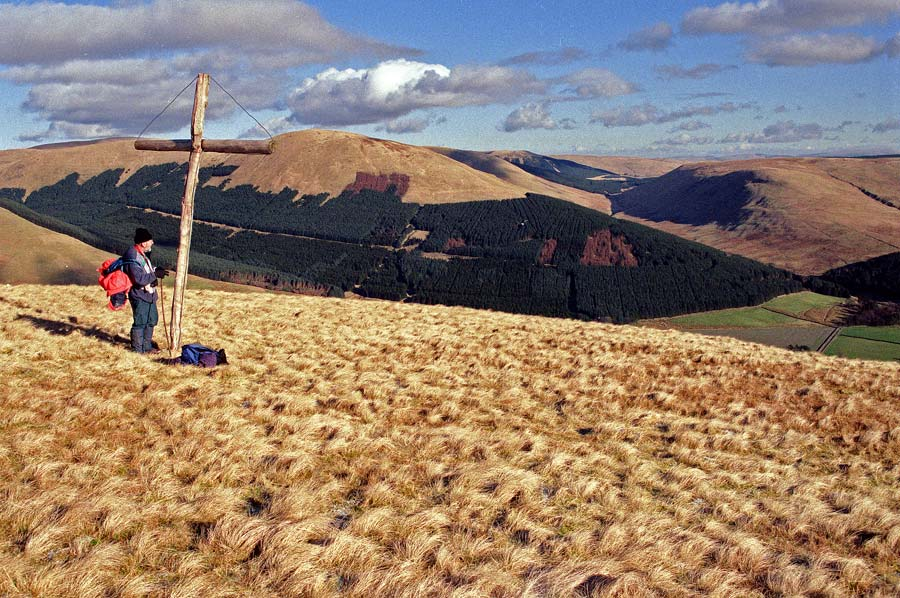
La sylviculture est parfois elle-même une source d'artificialisation des paysages (géométrisation des parcelles, alignements monospécifiques, ici au Royaume-Uni (Carsphairn hills).

Les zones touchées par l'artificialisation sont par exemple :
- les milieux ruraux et zones agricoles (tout particulièrement lorsqu'ils sont exposés à une agriculture intensive, et industrielle). Cela concerne aussi les prairies qui, enrichies de nutriments ou semées sur labour, n'abritent plus qu'une faible part de la biodiversité d'une prairie naturelle ;
- certains milieux forestiers ou sylvicoles dans lesquels est pratiquée la monoculture (peupleraie, cultures d'hévéas, d'eucalyptus, de palmier à huile, taillis à courte rotation (TCR) ou de saules, etc. ou des forêts plantées ou gérées en grande partie sur le principe de régénération artificielle et fortement fragmentées par les routes, pistes, layons) ;
- les cours d'eau canalisés et fragmentés par les grands barrages, les zones humides cultivées (rizières par exemple) ou drainés ou mises en « casiers hydrauliques », les polders, etc. ;
- les littoraux et leurs estuaires, de plus en plus aménagés pour le tourisme, l’industrie et le transport : rejets en mer, construction de digues, chenaux, ports, carrières sous-marines…

## Étendue et progression du phénomène

Sur l'ensemble des 28 nations, la France est à la 11e place pour sa surface artificialisée par habitant, atteignant 461,6 m2. Cela représente 16,8 % de plus qu'un Espagnol, 41,5 % de plus qu'un Allemand et 94,5 % de plus qu'un Britannique.

En ce qui concerne les effets géomorphologiques et sur le sous-sol, l'artificialisation des milieux commence modestement durant la préhistoire : défrichements par le feu, occupation et aménagement de grottes, habitat humain de plus en plus sédentaire et construit, creusement de puits dans le sous-sol pour l'exploitation du silex, puis de silos à graines et de puits ou galeries pour l'exploitation de filons de minerais de métaux, à partir de l'âge du bronze.
Puis viennent les aménagements conçus à plus grande échelle, souvent pour l'exploitation intensive de l'eau des grands fleuves (Nil, Tigre, Euphrate…). En Europe, on détruit les barrages de castors (et les castors eux-mêmes, chassés pour leur viande et leur fourrure), qui entretenaient des réserves d'eau et des milieux ouverts dans la ripisylve. Dans le même temps, la construction de gués puis de ponts, de digues, de moulins et de systèmes de retenues et de régulation des cours d'eau, de drainage s'étend, jusqu'aux grands épisodes de poldérisations, etc. Parallèlement, l'urbanisation s'étend et s'appuie sur des réseaux de routes et de places commerciales (ex : route de la soie). Des décharges périurbaines apparaissent, peu à peu enfouies sous la périurbanisation. Des cimetières, monuments, fortifications (ex : Grande Muraille de Chine) s'accompagnent de vastes défrichements et travaux de nivellement et terrassement (terrasses, talus, chemins creux, murets de renclôture).
Durant l'anthropocène, le développement des mines de charbon, puis de l'industrie pétrolière et des voies ferrées, puis de l'automobile et des tracteurs permettent une agriculture plus intensive. Il accélère et généralise l'anthropisation du paysage et du sous-sol colonisé par des millions de km de câbles, tuyaux, égouts…, y compris dans les colonies des pays riches, sur tous les continents. Le réseau des routes, des autoroutes et des voies ferrées s'étend, ainsi que les installations industrielles, commerciales, sportives ou parfois militaires. Cette artificialisation connait une croissance encore accélérée à la fin du XXe siècle, très visible sur l'imagerie satellitaire.
Certaines zones sont particulièrement touchées ; une grande partie du littoral et des estuaires de nombreux pays a été artificialisée par l'habitat balnéaire, le réseau routier littoral et les aménagements portuaires. Les villes et leurs périphéries, ainsi que tous les milieux agricoles, et toutes les anciennes forêts des pays tempérés puis de la plupart des pays tropicaux (hors quelques rares massifs protégés).
L'artificialisation se déporte vers les pays en voie de développement, avec une périurbanisation particulièrement marquée à proximité des mégapoles et métropoles urbaines (pour la France, on peut citer l'Île-de-France ou Toulouse par exemple). Il est dans les pays riches souvent lié au succès de la maison individuelle qui se traduit aussi par l'étalement urbain et la périurbanisation.

### En France
Le code de l'urbanisme définit l'artificialisation comme « l'altération durable de tout ou partie des fonctions écologiques d'un sol, en particulier de ses fonctions biologiques, hydriques et climatiques, ainsi que de son potentiel agronomique par son occupation ou son usage ».
En 2006, 8,3 % du territoire métropolitain était touché par l'artificialisation des terres ; ce pourcentage monte à 9,4 % en 2015. En cinquante ans, sept millions d'hectares de terres ont été ensevelies pour l'habitat (40 %), l'économie (30 % : entreprises, entrepôts, commerces) et les infrastructures de transport (30 %). Depuis 2009, l'artificialisation s'est faite à 90 % aux dépens des sols fertiles.
D'après les statistiques d'occupation du sol en France de Corine Land Cover, la région française possédant le moins de territoires artificialisés est la Corse, pour 2,1 % de sa surface, tandis que l’Île-de-France atteint 21,6 % en tête du classement.
Le phénomène d’artificialisation est très polarisé au niveau national. Une étude du Cerema constate une forte artificialisation sur le littoral et autour des bourgs et villes moyennes. En juillet 2019, des données annuelles à une échelle communale sur la période 2009-2017 sont publiées, et mises à jour annuellement depuis. En 2015 et 2016, on estimait que le phénomène s’était « stabilisé » (à 9,3 % du territoire français métropolitain) grâce à la crise de 2008 qui a ralenti l’artificialisation des sols (à +0,8 % par an). Les données récentes confirment cependant une reprise du phénomène depuis 2016 : l’artificialisation, après une période de baisse entre 2011 et 2016, augmente à nouveau son rythme pour atteindre 23 454 ha entre 2016 et 2017. En 2022, le tableau de bord du Cerema révèle que 21 079 ha ont été pris ou préemptés en 2021 en France sur les espaces naturels et agricoles, soit près de 1 200 ha de plus qu'en 2020, mais près de 1 300 ha de moins qu'en 2019,. Malgré cette remontée, la majorité sénatoriale réclame un moratoire sur l'application de la loi Climat et résilience de 2021, déposant des propositions de loi pour allonger les délais et pointant l'absence de moyens financiers consacrés à l'atteinte de l'objectif de zéro artificialisation nette. L'Association des maires de France (AMF) a déposé en juin 2022 un recours devant le Conseil d'État sur deux décrets d'application de cette loi. Le ministre de la Transition écologique et de la Cohésion des territoires, Christophe Béchu, s'est dit ouvert à la réécriture d'une partie des décrets.
En 2009, selon l'Institut français de l'environnement (IFEN), l'artificialisation croissait annuellement de 60 000 ha (soit en dix ans de 6 000 km2, équivalent au département de Seine-et-Marne). Les 885 communes littorales sont particulièrement touchées. Malgré les zones « naturelles » et rurales épargnées grâce au Conservatoire du littoral et à la loi Littoral, à moins de 500 m de la mer, le taux d'artificialisation (28,2 % du territoire artificialisé en moyenne) est 5,5 fois supérieur à la moyenne métropolitaine. Les littoraux du Nord-Pas-de-Calais, des Pays de la Loire, du Languedoc-Roussillon et de PACA sont les plus artificialisés par la construction alors que ceux de Normandie, de Bretagne et de Poitou-Charentes sont artificialisés par l'agriculture. La forêt littorale et les espaces semi-naturels ne dominent le paysage qu'en Aquitaine (avec la forêt littorale atlantique dunaire) et en Corse ; malgré le risque d'invasions marines induit par la montée des océans, cette artificialisation du littoral est en progression constante :
- de 2000 à 2006 ; près de 10 000 ha ont encore été artificialisés sur la seule bande de 10 km longeant la mer en métropole ;
- de 2000 à 2006, l'artificialisation a été la plus forte dans la bande située de 500 à 2 000 m de la mer (sur 0,42 % du territoire), c'est soit 2,8 fois la moyenne métropolitaine ;
- sur le littoral Manche – Mer du Nord, l'artificialisation est plus homogène homogène du trait de côte à deux kilomètres à l'intérieur des terres avant de décroître ;
- en Atlantique, au contraire, l'artificialisation a ralenti en bord de mer, et augmenté entre 500 et 1 000 m avant de diminuer progressivement vers l'intérieur des terres ;
- le littoral méditerranéen, de 2000 à 2006, a quant à lui été artificialisé de manière presque homogène du trait de côte à 10 km de la mer.

### En Chine
D'après Jean-François Doulet, dans les années 2010, la surface urbanisée en Chine a quasiment quadruplé du début des années 1980 à 2012. L'artificialisation est estimée en 2012 à l'équivalent de deux fois la surface de l'Île-de-France chaque année ; et une estimation à 15 ans porte sur une surface équivalente à la surface actuellement urbanisée de l'Europe.

## Causes
Le phénomène d'urbanisation entraîne des créations de zones de périurbanisation, lotissements, villes.
Le soutien à l'activité commerciale et la concurrence fiscale entre communes et agglomérations pour attirer les entreprises amène à construire des parcs d’activité (zones commerciales, zones industrielles, etc.) et d'immenses parkings pour le stationnement de leurs utilisateurs ;
La mobilité croissante de la population a pour conséquence la construction et l'agrandissement de réseaux de transport.

## Conséquences

### Impact sur le climat
Du point de vue du réchauffement climatique, les surfaces artificialisées, couramment de couleur foncée, affectent l'albedo par l'absorption du rayonnement solaire et par l'émission de rayonnement infrarouge à longueur d'onde élevée. Un tel rayonnement est renvoyé vers la terre par les gaz à effet de serre de l’atmosphère, contribuant au réchauffement climatique.
Cette artificialisation pourra avoir un impact sur le climat local, en augmentant les températures de surface (LST), comme le montre l'image satellite ci-contre de mesure de la température de surface.
Selon le rapport du Sixième rapport d'évaluation du GIEC, réduire la végétation affecte le climat local et adjacent du fait de la perturbation subséquente du cycle de l'eau). Les équilibres climatiques sont complexes et étroitement liés aux propriétés des surfaces physiques, lesquels ont de plus des fonctions biologiques. Le vivant a notamment développé des stratégies pour capter et stocker l'eau. L'on peut citer le rôle d'agent de nucléation de  Pseudomonas syringae, l'effet des galeries des vers de terre sur l'infiltration de l'eau dans les sols, ou l'effet de la production de glomaline par les champignons sur la battance.
Les plantes régulent également l'eau atmosphérique. Elles sont capables de produire des aérosols pour amorcer la condensations, ou de libérer de la vapeur d'eau pour que l'air ambiant atteigne le point de rosée et la nucléation des gouttelettes de pluie.
Ainsi la perturbation d'un écosystème, qui est souvent à un équilibre, mène à un système moins performant, qui aura tendance à chauffer d'avantage, car évaporer l'eau permet de refroidir. Cela est illustré par l'observation satellitaire dans l'infrarouge d'une zone déforestée au Brésil, autour de Jaru, comparée aux zones anthropisées et aux surfaces vierges. Dans le secteur de Jaru, la chaleur est moins évacuée par évapotranspiration puisque l'albédo a augmenté par la modification de l'occupation des sols.
Les sols plus chauds perturbent alors les précipitations locales car, par exemple, les pluies se volatilisent pendant leur arrivée au sol. Les volumes d'eau qui sont perdus par ruissellement (ou adduction par l'homme) ne sont pas évapotranspirés et ne sont pas reçus par des zones situées plus loin sur le continent.
Les villes, par l’îlot de chaleur qu'elles constituent, modifient le volume et l'intensité des précipitations. Il est ainsi possible de percevoir l'emplacement de certaines sur une carte des précipitations[source secondaire souhaitée]. Il est possible de voir les fronts orageux cesser leur activité à l'aplomb des villes, tout en continuant de part et d'autre, et reprendre plus loin.
À l'inverse, réduire l’écart entre points chauds et points froids peut améliorer significativement le climat, comme le démontre une étude observationnelle et de modélisation des conditions climatiques aux États-Unis dans le secteur de la Corn Belt. Cette zone tire son nom d'une forte augmentation de la densité de maïs qui y est cultivé. L'évolution de la température sur la période 1970-2020 y est comparativement négative par rapport à la période 1910-1950 (−0,35 °C) alors que le réchauffement est observable autour de la zone. En vertu des mécanismes climatiques, les précipitations s'y trouvent augmentées. Une comparaison entre des résultats obtenus par la modélisation globale et ceux obtenus par un modèle de plus petite échelle démontre la pertinence de la mise en œuvre de modèles correctement paramétrés et reflétant réellement les propriétés des surfaces (ici le bon pourcentage de maïs).

### Impact sur la biodiversité et la fonctionnalité écologique
Du point de vue de l'éthique environnementale, l'artificialisation pose la double question du recul de la biodiversité et des relations entre homme et nature alors que l'homme, toujours plus urbain, semble s'en éloigner, en perdant certains repères qui ont été ceux de ses ancêtres durant des milliers d'années, ce qui pourrait notamment affecter ses rythmes chronobiologiques, sa psychomotricité voire la construction de sa psyché. De plus, de nombreuses études ont montré que l'artificialisation des milieux naturels entraîne une perte de biodiversité et des changements dans la composition fonctionnelle des biotopes, perte qui est associée à une diminution de la productivité et de la stabilité des écosystèmes.
Du point de vue de l'écologie et de l'écologie du paysage, l'artificialisation des paysages, milieux et biotopes est l'un des facteurs de fragmentation écologique des habitats naturels et de dégradation qualitative des paysages. C'est un des facteurs retenus pour le calcul d'écopotentialité d'une parcelle, d'une région ou d'un élément écopaysager. C'est aussi un facteur d'homogénéisation (génétique, taxonomique et fonctionnelle), très défavorable au maintien de la biodiversité. En favorisant les espèces ubiquistes au détriment des espèces spécialistes, beaucoup plus variées, l'homogénéisation anthropique du Vivant (Biotic homogenization pour les anglophones) a des conséquences graves, immédiates et futures, sur les processus écologiques et évolutifs. Des chercheurs plaident pour que l'on étudie mieux les implications de cette homogénéisation pour la conservation et pour que l'on promeuve rapidement une gestion restauratoire et adaptative, proactive, qui engage de manière mieux maîtrisée la composante humaine du « mélangeur anthropique » que sont devenues les activités humaines pour le biote planétaire.
Certains milieux artificiels (certaines carrières et certains terrils, parce qu'ils n'ont reçu ni engrais, ni pesticides peuvent néanmoins abriter des processus caractérisés par un degré élevé de naturalité. On parle aussi de milieux semi-naturels pour désigner des milieux artificialisés, mais qui peuvent encore jouer un rôle d'habitat de substitution pour une partie des espèces d'une zone biogéographique concernée (c'est le cas des prairies, des bocages et de certaines forêts dont la gestion est extensive (gestion dite « proche de la nature », de type « prosilva » par exemple).
Elle concerne aussi l'environnement nocturne, perturbé par l'éclairage artificiel (phénomène dit de pollution lumineuse).

### Impact sur les risques naturels
Du point de vue des aménageurs, l'artificialisation d'un territoire conduit à y aggraver la probabilité (en fréquence et en gravité) de certaines catastrophes et risques naturels (inondations, incendies de forêt, coulées de boue, affaissements miniers, effondrements de terrains à cavités (catiches par exemple), épidémies zoonotiques, etc.), tout en diminuant la résilience de l'environnement face à ces perturbations.

### Impact sur l’hydrologie et la fertilité des sols
Du point de vue de l'agronome, l'artificialisation des sols conduit à une perte d'humus et de carbone, à une moindre capacité de rétention de l'eau et par suite à une perte de fertilité, avec aggravation des phénomènes d'érosion et de dégradation des sols. À terme, cela conduit à une perte de ressources naturelles et agricoles, et s'ajoute à la perte surfacique de terres cultivables au profit de zones construites ou imperméabilisées (bien que certaines cultures sous serre se fassent sur sol artificiel voire sans aucun sol, par hydroponie).

## Observation, évaluation et lutte contre le phénomène

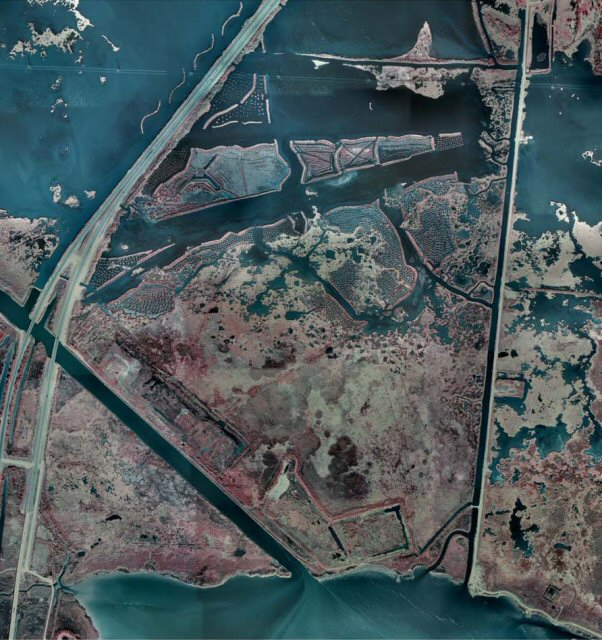
Ancien estuaire de Port Arthur (Texas), qui fait l'objet de projets de renaturation.

Quantifier l'artificialisation consiste en la comparaison des données d'occupation des sols. La lutte contre l'artificialisation passe par la connaissance et la mesure du phénomène, par le renouvellement urbain, la densification urbaine, l'élaboration de trames vertes et bleues et l’application du principe ERC (éviter-réduire-compenser, qui peut se traduire ainsi : éviter de construire, réduire les surfaces à bâtir, compenser en plantant des arbres).

### En France

#### Avant 2018
La loi du 30 décembre 2006 sur la préservation des ressources en eau et des milieux aquatiques permet aux communes qui le souhaitent de mettre en place une taxe sur les surfaces imperméabilisées.
Le projet de loi relatif à la mise en œuvre du Grenelle de l'environnement de 2009, dit « Grenelle I », prévoit en son article 7 :
- « une étude sur la réforme de la fiscalité et sur les incitations possibles pour limiter l'extension du foncier artificialisé », dans les six mois suivant la publication de la loi ;
- la prise en compte par le droit de l'urbanisme dans un délai d'un an suivant la publication de la loi de l'objectif suivant : « Lutter contre la régression des surfaces agricoles et naturelles, les collectivités territoriales fixant des objectifs chiffrés en la matière après que des indicateurs de consommation d'espace auront été définis ».

Les sols agricoles sont les plus impactés, ce pourquoi la Loi de modernisation de l'agriculture du 27 juillet 2010 vise à réduire de moitié le rythme de consommation des terres agricoles en dix ans (2010-2020), aidée par les commissions départementales de la consommation des espaces agricoles (CDCEA) qu'elle met en place. Mais la Conférence environnementale de 2012 est moins ambitieuse, ne visant qu'à freiner l’artificialisation des sols (pour atteindre une stabilité d'ici 2025).
Certains schémas régionaux climat air énergie (SRCAE) incluent des objectifs chiffrés, comme celui de la région Nord-Pas-de-Calais (diminution par trois de l'évolution de l'artificialisation). Parallèlement à sa Trame Verte et Bleue, la région expérimente en 2006 une directive régionale d'aménagement visant à lutter contre l'artificialisation du territoire par la périurbanisation.
Un référé du 17 octobre 2013 de la Cour des comptes juge que les outils permettant de lutter contre l’artificialisation des sols sont en France « nombreux », mais « imprécis » et trop dispersés : La Cour constate que l'observatoire national de la consommation des espaces agricoles (ONCEA) a mis trop de temps avant d'être installé, et elle invite d'une part à améliorer les statistiques mesurant l'évolution de l'artificialisation des sols (elles prennent mal en compte les conversions d'espaces naturels et forestiers par exemple), et d'autre part à rendre plus cohérents ou mieux utilisés les dispositifs existants de protection du foncier naturel ou agricole. La Cour critique aussi le manque d'opposabilité de nombreux dispositifs (SRADDT, Directive régionale d'aménagement (DRA), PAEN (périmètre de protection et de mise en valeur des espaces agricoles et naturels), ZAP (Zone agricole protégée, outil très peu utilisé) et plaide pour un transfert des pouvoirs d’urbanisme aux intercommunalités afin réduire la « proximité entre les élus et les électeurs, vendeurs de terres agricoles ». Elle suggère aussi des moyens de rendre la fiscalité plus propice à une moindre artificialisation.

#### Après 2018
Le 4 juillet 2018, le gouvernement français publie le Plan pour la biodiversité, qui prévoit d'atteindre « zéro artificialisation nette » (ZAN) et de « [publier], tous les ans, un état des lieux de la consommation d’espaces et [mettre] à la disposition des territoires et des citoyens des données transparentes et comparables à toutes les échelles territoriales ». Le 1er juillet 2019, un portail sur l'artificialisation visant à informer sur le phénomène est mis en ligne. Il met en outre à disposition des données communales et annuelles sur le territoire français permettant à des acteurs extérieurs de mieux s'approprier le phénomène. En 2019 un Observatoire national de l’artificialisation des sols est créé.
Une mission de prospective est confiée par le ministre de la Transition écologique et solidaire à France Stratégie pour établir des scénarios d'atteinte de l'objectif ZAN et identifier les leviers de protection des espaces naturels, agricoles et forestiers. Le rapport produit, rédigé par le biologiste Julien Fosse, est rendu public le 23 juillet 2019 et remis à Emmanuelle Wargon et Julien Denormandie. Le think-tank public élabore des propositions permettant d'atteindre le zéro artificialisation nette à partir de 2030, en réduisant l'artificialisation brute par la densification des nouvelles constructions et en renaturant les sols artificialisés laissés à l'abandon.
En 2021, la Loi portant lutte contre le dérèglement climatique et renforcement de la résilience face à ses effets, dans son « Titre IV : se loger », donne un objectif programmatique de réduction de moitié du rythme d’artificialisation sur les dix années suivantes par rapport à la décennie précédente, et vise une artificialisation nette nulle en 2050. La création de nouvelles grandes surfaces commerciales est interdite, avec une dérogation possible pour une surface de vente inférieure à 10 000 m2.

### Ailleurs en Europe
- L'Allemagne a adopté un objectif ambitieux et souhaite diviser par 3 l'évolution de l'artificialisation de ses sols d'ici 2020.
- 100 000 Suisses ont voté une pétition demandant l'arrêt de l'artificialisation pour 20 ans (soit de 2012 à 2032). Ces signatures aboutissent à un référendum pour 2013[33].
- En revanche, l'Angleterre réforme son droit de l'urbanisme en 2012, vers un assouplissement des règles. George Osborne, alors ministre de l’Économie britannique, justifie la réforme par un manque de terrains constructibles[34].
- En Flandre belge en 2006, on estimait en 2006 que durant 20 ans, la construction de lotissements avait consommé environ dix hectares par jour, soit environ un 1 m2/s. La surface lotie a augmenté de 46 % en 20 ans, officialisant ainsi un quart du territoire flamand (un cinquième de la Belgique était ainsi artificialisée en 2006)[35].

### Au niveau de l'Union européenne
Après les directives sur l'eau et sur l’air, le projet de directive-cadre pour la protection des sols vise à lutter contre la régression et dégradation des sols à échelle européenne et est proposé par la Commission européenne en septembre 2006. La directive est adoptée en première lecture le 14 novembre 2007 par les députés européens, mais bloquée l'année suivante par cinq pays empêchant d'atteindre la majorité qualifiée (France, Allemagne, Royaume-Uni, Autriche et Pays-Bas), avant d'être abandonnée en 2014.

### Radio
- Guillaume Sainteny (AgroParistech), « Terres agricoles : une fiscalité anti-écologique » [audio], Les enjeux territoriaux, sur France Culture, 3 janvier 2023 (consulté le 3 janvier 2023), 16 minutes

### Colloques
- « La nature a-t-elle encore une place dans les milieux géographiques ? »
- « Biodiversité, Naturalité, Humanité - Pour inspirer la gestion des forêts » Chambéry, 27-31 octobre 2008

#### Théoricien
- Akira Miyawaki (forestier japonais, ayant fondé une grande partie de son travail sur la naturalité)